# Sonate K. 313
La sonate K. 313 (F.261/L.192) en ré majeur est une œuvre pour clavier du compositeur italien Domenico Scarlatti.

## Présentation
La sonate K. 313 en ré majeur, notée Allegro, forme une paire avec la sonate précédente, sortes d'exercices pour la main gauche, dans le style galant. Le rythme 
revient tout au long de la sonate, avec complication du mouvement de la main en raison de la terminaison vers une note éloignée, généralement à l'octave supérieure.

## Manuscrits
Le manuscrit principal est le numéro 18 du volume VI de Venise (1753), copié pour Maria Barbara ; les autres sont Parme VIII 12, Münster V 7 et Vienne A 7.

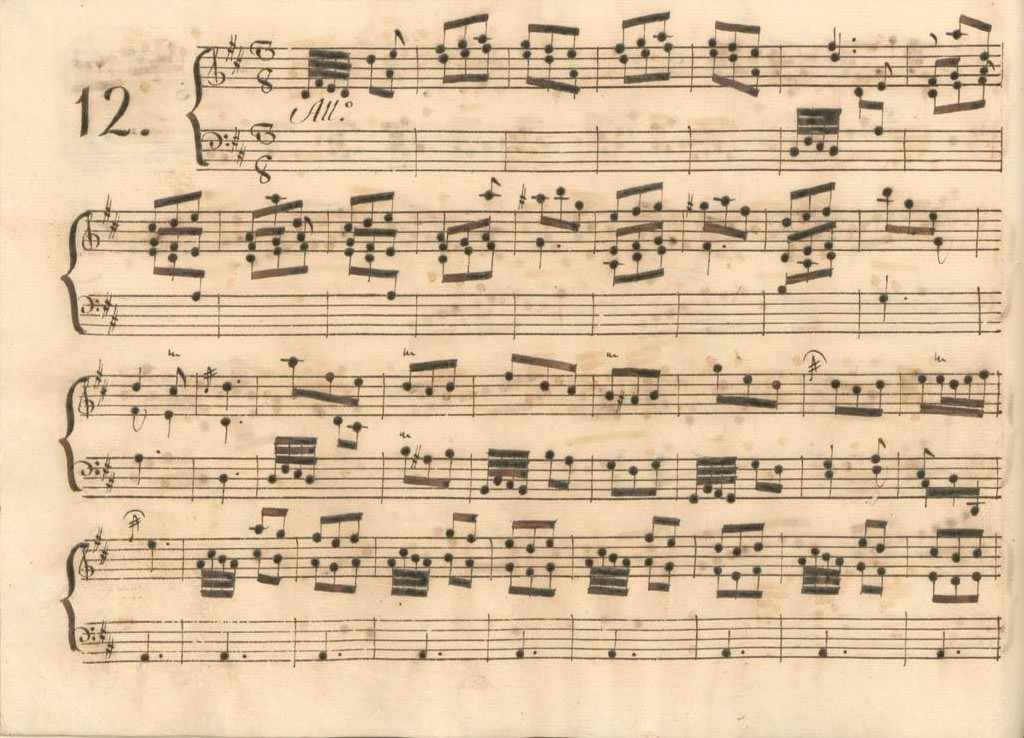
Parme VIII 12.
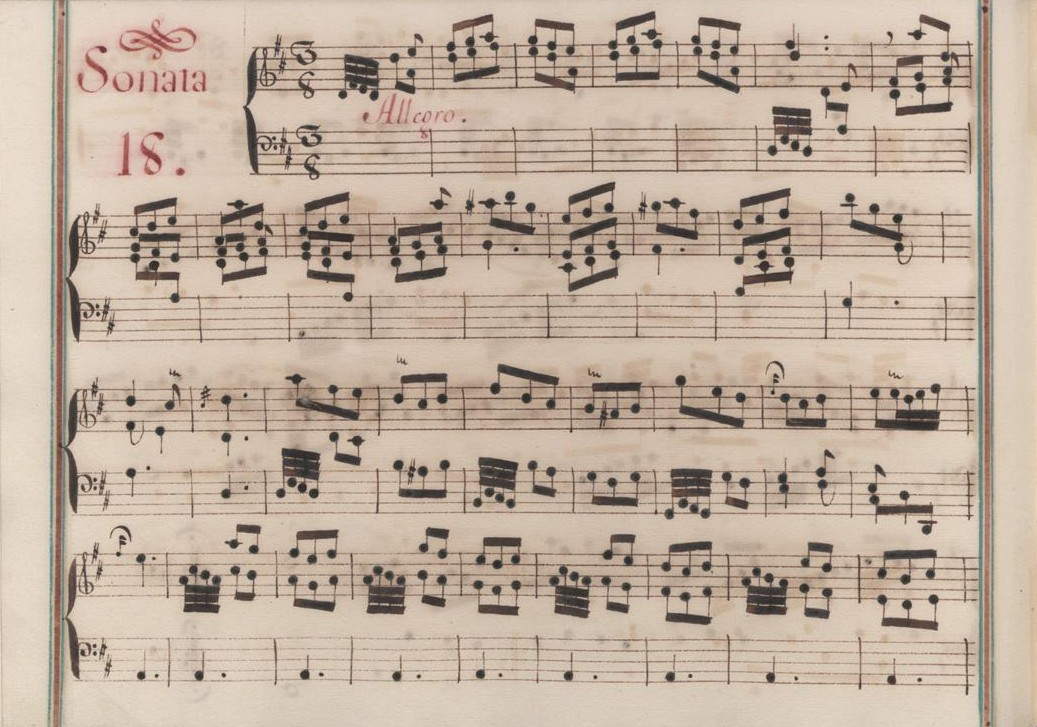
Venise VI 18.
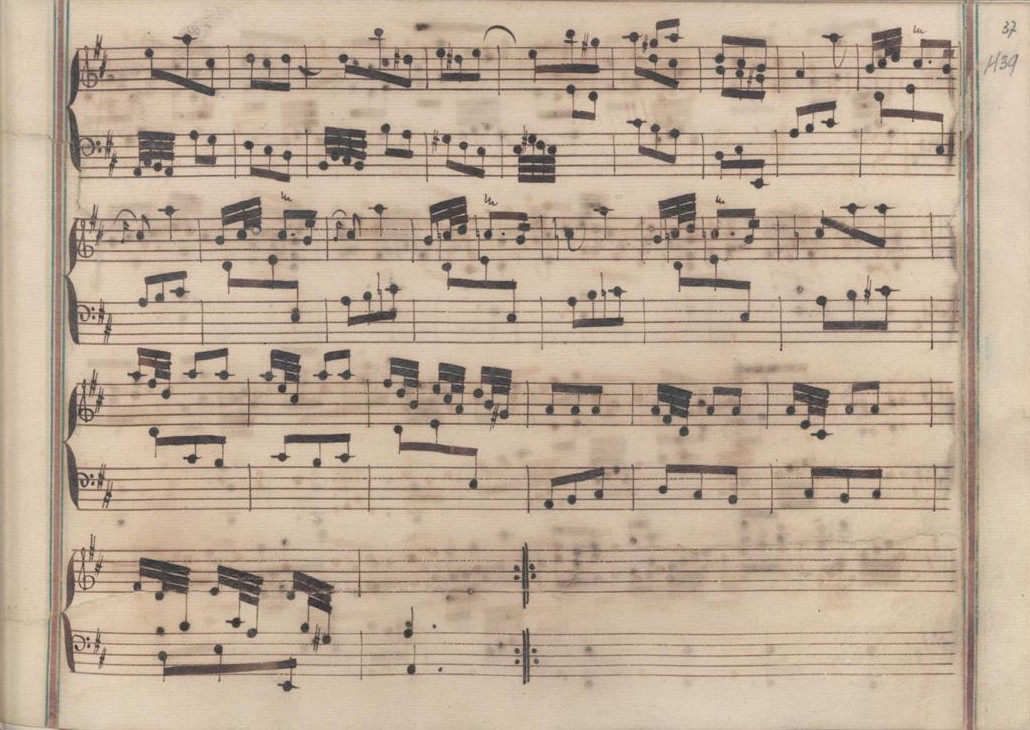
Venise VI 18 (fin de la première partie).

## Interprètes
La sonate K. 313 est défendue au piano notamment par Konstantin Scherbakov (2000, Naxos, vol. 7), Carlo Grante (2012, Music & Arts, vol. 3) ; au clavecin par Scott Ross (1985, Erato), Richard Lester (2003, Nimbus, vol. 3) et Pieter-Jan Belder (Brilliant Classics).

## Sources
: document utilisé comme source pour la rédaction de cet article.
- Ralph Kirkpatrick (trad. de l'anglais par Dennis Collins), Domenico Scarlatti, Paris, Lattès, coll. « Musique et Musiciens », 1982 (1re éd. 1953 (en)), 493 p. (ISBN 978-2-7096-0118-4, OCLC 954954205, BNF 34689181).
- Alain de Chambure, « Domenico Scarlatti : Intégrale des sonates — Scott Ross », Erato (2564-62092-2), 1985 (OCLC 891183737) .